# Cycas hoabinhensis
Cycas hoabinhensis är en kärlväxtart som beskrevs av K.D. Hill, T.H. Nguyen och K.L. Phan. Cycas hoabinhensis ingår i släktet Cycas, och familjen Cycadaceae. IUCN kategoriserar arten globalt som starkt hotad. Inga underarter finns listade i Catalogue of Life.